# Найтерзен
Найтерзен (нем. Neitersen) — община в Германии, в земле Рейнланд-Пфальц.
Входит в состав района Альтенкирхен-Вестервальд. Подчиняется управлению Альтенкирхен. Население составляет 804 человека (на 31 декабря 2010 года). Занимает площадь 5,64 км².